# آرکادی لئوکوم
آرکادی لئوکوم (۱۹۱۵–۲۰۰۸) نویسنده قرن بیستم که در زمینهٔ داستان‌نویسی کودکان و نوجوانان کتاب‌های پرفروش قابل توجهی نوشته است.

## آثار
- به من بگو چرا (۱۹۶۵)
- بیشتر به من بگو چرا (۱۹۶۷)
- هنوز هم بیشتر به من بگو چرا (۱۹۶۸)
- چیزهای بیشتری را به من بگو چرا (۱۹۷۲)
- کتاب مسابقه به من بگو چرا